# Kościół św. Jana Chrzciciela i św. Mikołaja w Nysie
Kościół pod wezwaniem św. Jana Chrzciciela i św. Mikołaja w Nysie – wzniesiony w XVIII wieku, zabytkowy kościół parafialny, a w przeszłości także kolegiacki.

## Historia
Poprzedni kościół pod wezwaniem św. Jana Chrzciciela został zbudowany w średniowieczu. Pierwsza wzmianka o nim pochodzi z 1240 roku, ale prawdopodobnie istniał on wcześniej. Stanowił pierwotny kościół parafialny osady przedlokacyjnej, a następnie przedmieścia, określanego jako Stare Miasto. Znajdował się w okolicach obecnego skrzyżowania ulic Zjednoczenia i Gierczak. W XIV wieku przebudowany w stylu gotyckim.
Kościół ten posiadał wówczas duże znaczenie i był w dobrym stanie. Z tych powodów w 1477 roku biskup Rudolf von Rüdesheim przeniósł tu siedzibę otmuchowskich kanoników z tamtejszej podupadającej świątyni. Kościół w Nysie uzyskał wówczas drugiego patrona – św. Mikołaja. Do tej kolegiaty wkrótce dołączono dwa inne nyskie kościoły (obecnie także już nieistniejące): św. Mikołaja i Maryi Różańcowej (łac. Maria in rosis).
Położenie na peryferiach miasta przyczyniło się do upadku świątyni. Straciła ona status kolegiaty w 1650 roku, a w 1663 została zburzona w związku z modernizacją murów obronnych i fortyfikacji. Pozostała z niej jedynie wieża, którą w 1741 roku także usunięto.
Obecny kościół wraz z plebanią zbudowano w 1770 r. Położony jest w innym miejscu, odległym o ponad kilometr na południowy wschód od swego poprzednika; otrzymał jednak takie samo wezwanie. W roku 1827 wzniesiono obok budynek szkoły parafialnej. Rozbudowa kościoła miała miejsce w 1900 r.

## Architektura
Późnobarokowy, jednonawowy kościół z wieżą w części zachodniej.
Dach siodłowy kryty dachówką. Wejście zamknięte 
łukiem koszowym w obramieniu uszatym.
Rozbudowa z końca XIX wieku polegała na dodaniu transeptu i nowego prezbiterium w stylu neobarokowym.

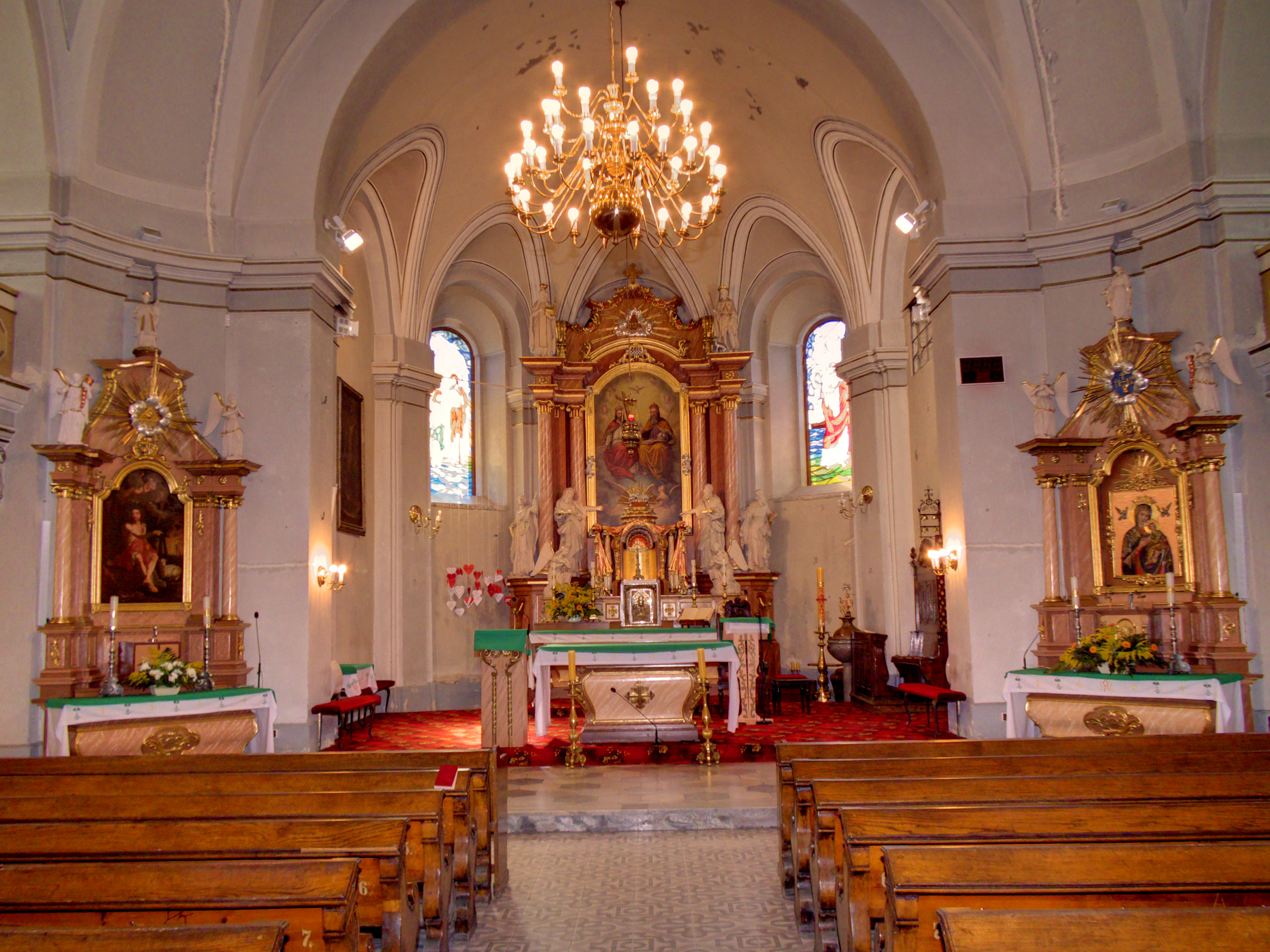
Wnętrze świątyni

Na zewnątrz widoczne ramowe podziały ścian w tynku. Wieża o zaokrąglonych narożnikach, rozdzielona gzymsem na dwie kondygnacje z półkolistą wieżyczką schodową, ujęta po bokach
półszczytami, zwieńczona hełmem neobarokowym i ośmioboczną latarnią.
Z dawnego kościoła pozostała trójprzęsłowa, prostokątna nawa o zaokrąglonych zachodnich narożnikach. Czwarte przęsło, nieco węższe i niższe, mieści chór muzyczny. Po bokach
dwa pomieszczenia występujące częściowo na zewnątrz - od północy kaplica, od południa kruchta.
Wnętrze nakryte sklepieniem kolebkowym o obniżonym łuku, z płytkimi
lunetami w profilowanych obramieniach. Pod wieżą
sklepienie żaglaste. Okna zamknięte łukiem odcinkowym, lekko nadwieszonym. W dawnej
tęczy łuk spłaszczony. Empora nadwieszona arkadą o łuku spłaszczonym, z balustradą występującą półkoliście ku przodowi. W wejściu do zakrystii przeniesiony dawny prostokątny portal w uszatym obramieniu kamiennym, z okutymi drzwiami żelaznymi.
We wnętrzu elementy klasycystyczne (ołtarze boczne i ambona). Zachowały się liczne przedmioty rzemiosła artystycznego, wykonane przez nyskiego złotnika Henryka Leopolda Liebera, a także kilka barokowych obrazów.

## Figura Jana Nepomucena
Przed kościołem figura św. Jana Nepomucena, kamienna z 1773, nr rej.: B/779 z 10.07.1989. Na cokole inskrypcja w j. łac. Post liminio vindi cutus pius honor sancto Ioanni, z chronostychem - MDCCLVVVIIIIIIII - 1773